# Lego Lee
Pour les articles homonymes, voir Lego (homonymie) et Lee.
Lego Lee (李國毅), né le 22 janvier 1986 à Taïwan, est un acteur et chanteur taïwanais. Il fait ses débuts d'acteur en 2006 dans le film The Road in the Air et dans le drame télévisé Extreme Ironing. Il joue dans de nombreux films et drames populaires, dont In a Good Way (2013), Aim High (2014) et Love Cuisine (2015).

## Filmographie

### Série télévisées
- 2006 : Extreme Ironing
- 2008 : Honey and Clover
- 2009 : Play Ball
- 2010 : Because Of You
- 2011 : Yong Shi Men
- 2012 : Hui Jia
- 2013 : In A Good Way
- 2014 : Aim High
- 2015 : Love Cuisine
- 2016 : Love @ Seventeen
- 2016 : Rock Records In Love
- 2016 : The King of Romance
- 2017 : Wake Up 2
- 2018 : Meet Me @ 1006
- 2019 : Brave to Love

### Films
- 2006 : The Road in the Air
- 2008 : South Night
- 2008 : My So Called Love
- 2013 : 27°C – Loaf Rock
- 2015 : All You Need Is Love